# Domus Isabellae

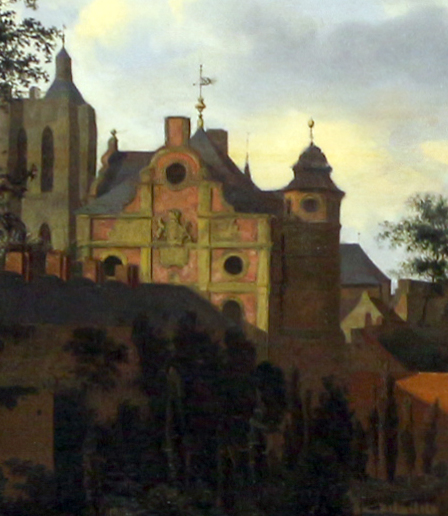
Het Domus Isabellae gezien vanuit de tuin van het Koudenbergpaleis (Jan van der Heyden, ca. 1670). In de achtergrond de dubbele toren van de Sint-Michielskerk.

Het Domus Isabellae (Nederlands: Isabellahuis) was de zetel van de Grote Voetbooggilde van Onze-Lieve-Vrouw, een van de vijf wapengilden van Brussel.
Het gebouw, vernoemd naar aartshertogin Isabella, werd in 1625-1626 opgetrokken naar plannen van Jacob Franquart nabij het Paleis op de Koudenberg. Het moest de Grote Voetbooggilde schadeloos stellen voor de aanleg van de Isabellastraat doorheen hun schietterrein, wat nodig was om het paleis te verbinden met de Sint-Michielskerk. Al in 1607 was met dit doel een deel van de eerste stadsomwalling gesloopt. Een toren werd behouden en omgevormd tot een trap die het gildehuis toegankelijk maakte vanuit de paleistuin. Op het gelijkvloers waren kamers voor de leider en de kamerheer van de kruisboogschutters. Op de eerste verdieping bevond zich een grote zaal en diverse vertrekken voor banketten en feesten van gilde en hof. De aartshertogin zelf woonde in het huis tot haar dood.
Vanaf 1754 werd in het Domus Isabellae de Librije van Bourgondië ondergebracht. Bij de aanleg van de Koningsstraat vanaf 1777 maskeerde Barnabé Guimard de achterzijde van het Isabellahuis, die niet in de nieuwe esthetiek paste, met een groenscherm. Enige tijd later verdween het definitief: het werd geconfisqueerd door het Franse bestuur en in 1796 verkocht op last er een trap aan te leggen van de Koningsstraat naar de Isabellastraat. Deze monumentale "Trap van de Bibliotheek" werd beschadigd tijdens van Septemberdagen van 1830 en tien jaar later heraangelegd. In deze vorm is hij nog steeds onderdeel van de huidige Baron Hortastraat. Het Domus Isabellae bevond zich aan de voet van deze trap. De kloeke keldergewelven ervan zijn ontmanteld in 1909 bij de constructie van de Noord-Zuidverbinding.